# Кубок Європи з метань 2019
Кубок Європи з метань 2019 був проведений 9–10 березня в Шаморіні на території Національного центру олімпійської підготовки.
Програма змагань включала чотири метальні легкоатлетичні дисципліни (штовхання ядра, метання диска, метання молота, метання списа) серед чоловіків та жінок у абсолютній віковій категорії (дорослі) та серед молоді.

## Індивідуальна першість

### Чоловіки
| Дисципліна     | Золото                     | Золото      | Срібло                                   | Срібло   | Бронза                                        | Бронза   |
| -------------- | -------------------------- | ----------- | ---------------------------------------- | -------- | --------------------------------------------- | -------- |
| Дорослі        |                            |             |                                          |          |                                               |          |
| Штовхання ядра | Франсішку Белу Португалія  | 20,97 PB    | Максим Афонін Допущені нейтральні атлети | 20,61    | Боб Бертемес Люксембург                       | 20,55    |
| Метання диска  | Філіп Міланов Бельгія      | 62,63       | Крістоф Гартінг Німеччина                | 62,61 SB | Мартін Куппер Естонія                         | 62,11    |
| Метання молота | Кантен Біго Франція        | 78,14 WL    | Міхаїл Анастасакіс Греція                | 76,38 SB | Євген Коротовський Допущені нейтральні атлети | 76,33    |
| Метання списа  | Матія Краньц Словенія      | 76,17       | Норберт Рівас-Тот Угорщина               | 76,11    | Мауро Фрарессо Італія                         | 75,00    |
| Молодь (U23)   |                            |             |                                          |          |                                               |          |
| Штовхання ядра | Георгій Мужарідзе Грузія   | 20,27 CR    | Олег Томашевич Білорусь                  | 19,38    | Альперен Карахан Туреччина                    | 18,47 PB |
| Метання диска  | Крістьян Чех Словенія      | 62,90 NU23R | Євген Богуцький Білорусь                 | 61,28 PB | Руслан Валітов Україна                        | 55,93    |
| Метання молота | Михайло Кохан Україна      | 76,68 PB    | Бенце Халас Угорщина                     | 75,41 SB | Олександр Шиманович Білорусь                  | 72,36    |
| Метання списа  | Олексій Котковець Білорусь | 82,45 WL    | Ципріан Мжиглуд Польща                   | 79,41    | Александру Новак Румунія                      | 78,74 SB |

### Жінки
| Дисципліна     | Золото                                   | Золото      | Срібло                       | Срібло   | Бронза                          | Бронза      |
| -------------- | ---------------------------------------- | ----------- | ---------------------------- | -------- | ------------------------------- | ----------- |
| Дорослі        |                                          |             |                              |          |                                 |             |
| Штовхання ядра | Фанні Рос Швеція                         | 18,44       | Дімітряна Сурду Молдова      | 17,99    | Аніта Мартон Угорщина           | 17,85       |
| Метання диска  | Шаніс Крафт Німеччина                    | 59,79       | Надін Мюллер Німеччина       | 59,74    | Іріна Родрігеш Португалія       | 58,05       |
| Метання молота | Анна Малищик Білорусь                    | 74,95 WL    | Йоанна Фьодоров Польща       | 73,22    | Ірина Климець Україна           | 72,53 SB    |
| Метання списа  | Тетяна Холодович Білорусь                | 65,89 WL    | Крістін Гуссонг Німеччина    | 65,47    | Еда Тугсуз Туреччина            | 64,83 SB    |
| Молодь (U23)   |                                          |             |                              |          |                                 |             |
| Штовхання ядра | Йорінде ван Клінкен Нідерланди           | 16,38       | Віолетта Вейланд Угорщина    | 15,81    | Ешлі Болонья Франція            | 15,50       |
| Метання диска  | Марія Толь Хорватія                      | 57,76       | Ванесса Камга Швеція         | 57,73 PB | Йорінде ван Клінкен Нідерланди  | 55,86       |
| Метання молота | Софія Палкіна Допущені нейтральні атлети | 69,18       | Анастасія Маслова Білорусь   | 68,13    | Беатріс Недберге Лляно Норвегія | 67,89 NU23R |
| Метання списа  | Сара Дзабаріно Італія                    | 58,62 NU23R | Олександра Коньшина Білорусь | 55,27    | Джеральдін Рукштуль Швейцарія   | 53,50 NU23R |

## Командна першість
Кожна країна могла виставити по 2 спортсмени у кожній дисципліні серед дорослих та по одному — серед молоді. В залік йшов кращий результат в кожній метальній дисципліні, після чого він переводився в очки за допомогою Міжнародної таблиці переводу результатів ІААФ. За сумою отриманих очок визначались переможці та призери в командному заліку Кубка. У межах командного заліку медалі отримували всі атлети країни, яка посіла призове місце, за умови виконання таким атлетом всіх спроб (необов'язково успішних) у змаганнях.

### Чоловіки
| Категорія    | Золото | Золото    | Срібло | Срібло | Бронза | Бронза |
| ------------ | --- | --------- | --- | ------ | --- | ------ |
| Дорослі      | Польща Бартломей Стуй (1093) Аркадіуш Роговський (1024) Бартош Осевський (1017) Якуб Шишковський (1129) Давід Костев Ян Пароль | 4263 очки | Італія Джованні Фалочі (1028) Марко Лінгва (1075) Мауро Фрарессо (1030) Леонардо Фаббрі (1122) Роберто Бертоліні | 4255   | Україна Микита Нестеренко (1069) Сергій Регеда (1034) Олександр Ничипорчук (1009) Ігор Мусієнко (1079)    | 4191   |
| Молодь (U23) | Білорусь Євген Богуцький (1084) Олександр Шиманович (1076) Олексій Котковець (1136) Олег Томашевич (1084)                      | 4380      | Україна Руслан Валітов (986) Михайло Кохан (1143) Павло Палій (1008) Артем Левченко (967)                        | 4104   | Франція Жордан Геазейм (диск) (963) Енгерран Декруа (1042) Люкас Мутард (982) Жордан Геазейм (ядро) (986) | 3973   |

### Жінки
| Категорія    | Золото | Золото    | Срібло | Срібло | Бронза | Бронза |
| ------------ | --- | --------- | --- | ------ | --- | ------ |
| Дорослі      | Німеччина Шаніс Крафт (1068) Шарлін Войта (1033) Крістін Гуссонг (1179) Катаріна Майш (1046) Надін Мюллер Дана Берграт | 4326 очок | Білорусь Олена Абрамчук (914) Анна Малищик (1173) Тетяна Холодович (1187) Олена Абрамчук (1038) Анастасія Коломієць Вікторія Єрмакова | 4312   | Польща Лідія Августиняк (988) Йоанна Фьодоров (1145) Марія Андрейчик (1088) Клаудія Кардаш (1048) Дар'я Забавська Катажина Фурманек | 4269   |
| Молодь (U23) | Україна Дар'я Гаркуша (881) Юлія Кисильова (990) Аліна Шух (921) Тетяна Кравченко (897)                                | 3689      | Польща Кароліна Урбан (970) Олександра Смех (1017) Олександра Островська (832) Кароліна Урбан (866)                                   | 3685   | Білорусь Єлизавета Дорц (диск) (659) Анастасія Маслова (1063) Олександра Коньшина (990) Єлизавета Дорц (ядро) (903)                 | 3615   |

## Медальний залік
До медального заліку включені нагороди за підсумками індивідуальної та командної першостей.
| Місце               | Країна                     | Золото | Срібло | Бронза | Загалом |
| ------------------- | -------------------------- | ------ | ------ | ------ | ------- |
| 1                   | Білорусь                   | 4      | 5      | 2      | 11      |
| 2                   | Німеччина                  | 2      | 3      | 0      | 5       |
| 3                   | Україна                    | 2      | 1      | 3      | 6       |
| 4                   | Словенія                   | 2      | 0      | 0      | 2       |
| 5                   | Польща                     | 1      | 3      | 1      | 5       |
| 6                   | Допущені нейтральні атлети | 1      | 1      | 1      | 3       |
| 6                   | Італія                     | 1      | 1      | 1      | 3       |
| 8                   | Швеція                     | 1      | 1      | 0      | 2       |
| 9                   | Франція                    | 1      | 0      | 2      | 3       |
| 10                  | Нідерланди                 | 1      | 0      | 1      | 2       |
| 10                  | Португалія                 | 1      | 0      | 1      | 2       |
| 12                  | Бельгія                    | 1      | 0      | 0      | 1       |
| 12                  | Грузія                     | 1      | 0      | 0      | 1       |
| 12                  | Хорватія                   | 1      | 0      | 0      | 1       |
| 15                  | Угорщина                   | 0      | 3      | 1      | 4       |
| 16                  | Греція                     | 0      | 1      | 0      | 1       |
| 16                  | Молдова                    | 0      | 1      | 0      | 1       |
| 18                  | Туреччина                  | 0      | 0      | 2      | 2       |
| 19                  | Естонія                    | 0      | 0      | 1      | 1       |
| 19                  | Люксембург                 | 0      | 0      | 1      | 1       |
| 19                  | Норвегія                   | 0      | 0      | 1      | 1       |
| 19                  | Румунія                    | 0      | 0      | 1      | 1       |
| 19                  | Швейцарія                  | 0      | 0      | 1      | 1       |
| Загалом (23 збірні) | Загалом (23 збірні)        | 20     | 20     | 20     | 60      |

## Виступ українців
Склад національної збірної України (16 спортсменів та 8 офіційних осіб) був затверджений виконавчим комітетом ФЛАУ.

### Індивідуальна першість
| Дисципліна↓     | Чоловіки                                   | Жінки     |          |                                          |           |          |
| Атлет           | Місце                                      | Результат | Атлетка  | Місце                                    | Результат |          |
| --------------- | ------------------------------------------ | --------- | -------- | ---------------------------------------- | --------- | -------- |
| Ядро (дорослі)  | Ігор Мусієнко Сумська область              | 7         | 19,30    | Ольга Голодна Київська область           | 9         | 16,85 SB |
| Ядро (U23)      | Артем Левченко Харківська область          | 10        | 17,42    | Тетяна Кравченко Київська область        | 6         | 15,03 SB |
|                 |                                            |           |          |                                          |           |          |
| Диск (дорослі)  | Микита Нестеренко Дніпропетровська область | 8         | 60,47 SB | Вікторія Клочко Дніпропетровська область | 17        | 51,39    |
| Диск (U23)      | Руслан Валітов Дніпропетровська область    | 3         | 55,93    | Дар'я Гаркуша Дніпропетровська область   | 9         | 49,62    |
|                 |                                            |           |          |                                          |           |          |
| Молот (дорослі) | Сергій Регеда Київська область             | 20        | 69,58    | Ірина Климець Волинська область          | 3         | 72,53    |
| Молот (U23)     | Михайло Кохан Дніпропетровська область     | 1         | 76,68 PB | Юлія Кисильова Херсонська область        | 7         | 63,59 SB |
|                 |                                            |           |          |                                          |           |          |
| Спис (дорослі)  | Олександр Ничипорчук Київська область      | 7         | 73,48 SB | Ганна Гацько-Федусова Запорізька область | 7         | 59,13 SB |
| Спис (U23)      | Павло Палій Волинська область              | 7         | 73,41 PB | Аліна Шух Київська область               | 6         | 51,49    |

### Командна першість
| Категорія↓   | Чоловіки                                                                                       | Жінки |         |                                                                                              |      |      |
| Команда      | Місце                                                                                          | Очки  | Команда | Місце                                                                                        | Очки |      |
| ------------ | ---------------------------------------------------------------------------------------------- | ----- | ------- | -------------------------------------------------------------------------------------------- | ---- | ---- |
| Дорослі      | Микита Нестеренко (1069) Сергій Регеда (1034) Олександр Ничипорчук (1009) Ігор Мусієнко (1079) | 3     | 4191    | Вікторія Клочко (913) Ірина Климець (1134) Ганна Гацько-Федусова (1062) Ольга Голодна (1011) | 4    | 4120 |
| Молодь (U23) | Руслан Валітов (986) Михайло Кохан (1143) Павло Палій (1008) Артем Левченко (967)              | 2     | 4104    | Дар'я Гаркуша (881) Юлія Кисильова (990) Аліна Шух (921) Тетяна Кравченко (897)              | 1    | 3689 |